# Драма на охоте
«Дра́ма на охо́те» — одна из ранних повестей Антона Павловича Чехова, написана в 1884 году.

## Создание
Повесть (иногда называемая романом) была практически закончена к середине 1884 года, когда 24-летний Антон Чехов принёс рукопись в редакцию московской газеты «Новости дня», издаваемой А. Я. Липскеровым. В это время А. П. Чехов активно сотрудничал с петербургским журналом «Осколки» и московским журналом «Будильник», в которых публиковались его юмористические рассказы и фельетоны. «Драма на охоте» значительно отличалась от них по жанру и формату. Повесть публиковалась в газете отдельными частями в августе-декабре 1884 года и в январе-апреле 1885 года под псевдонимом «А. Чехонте». В некоторых номерах стояли подписи «Антоша Чехонте» или «Чехонте».
Повесть имеет два подзаголовка: «Истинное происшествие» (произведение в целом) и «Из записок судебного следователя» (основная часть). Она написана в редком для А. П. Чехова жанре детектива. Сам автор никогда не возвращался к работе над ней, не включал в собрание сочинений, практически не упоминал в переписке. Известно, что сам А. П. Чехов отрицательно относился к современной ему детективной литературе.

## Сюжет

### Рукопись
К редактору газеты приходит бывший судебный следователь Иван Петрович Камышев и оставляет ему рукопись своей повести. Он сообщает, что в основу произведения легли реальные события и прозрачно намекает на собственное в них участие. Своей целью автор называет исключительно заработок, получение гонорара. Эта меркантильность, однако, вызывает сомнения.
Через два месяца редактор открывает рукопись. Повествование заинтересовывает его, он внимательно вчитывается от начала до конца. Далее излагается текст рукописи. Ближе к концу появляются комментарии редактора.

### Завязка
В завязке повести следователь Сергей Зиновьев (по смыслу — автор Иван Камышев) приглашён в усадьбу своего приятеля графа Алексея Карнеева, только что вернувшегося из Санкт-Петербурга. Зиновьев не хочет ехать. Он презирает малоумного и суетливого алкоголика Карнеева, прежнее общение с которым всегда вызывало стыд (особенно против поездки слуга Поликарп, по опыту знающий, что это кончится пьяным кутежом и скандалом.) Зиновьев уже готов отказать графскому посыльному Кузьме, но вспоминает прежние бесшабашные загулы, пьяную удаль, роскошь усадьбы — и решает хотя бы из любопытства посмотреть её нынешнее состояние.
Приехав в усадьбу, Зиновьев видит графа с незнакомым нагловатым человеком, который говорит с сильным польским акцентом и обращается к Карнееву в повелительном тоне. Он представлен как Каэтан Казимирович Пшехоцкий, новый друг графа. Карнеев, по своему обыкновению, заводит нудно-сентиментальный разговор без темы и смысла. Пшехоцкий хмуро молчит. Оба производят отвратительное впечатление. Зиновьев решает уехать, сказав графу всё, что о нём думает — но задерживается из одной лени. Отчасти его примиряет присутствие хорошего знакомого — графского управляющего Петра Урбенина. Однако в Урбенине заметна странная перемена: всегда добродушный, бодрый и трезвый, в этот день он хмур и пьян, отчитывается перед графом через силу, беспричинно ругает слуг.
Карнеев, Зиновьев, Урбенин и Пшехоцкий прогуливаются по усадьбе. Зиновьев видит бесхозяйственность, запустение и воровство. В его размышлениях появляется даже социальный мотив: тяжёлый труд крестьян, паразитическое роскошество графа. Регулярно попадаются мрачные картины: гадюка в беседке, вороватая старуха Сычиха, мертвецки пьяный садовник Франц, «помешанный на картах», психически больной лесничий Николай Скворцов… Зиновьев всюду ощущает душную, гнетущую атмосферу: угрюмая лень, бесцельность и бессмысленность, обман и мошенничество, подчас просто невменяемость. Он называет усадьбу бедламом и советует графу прямо написать на воротах «Сумасшедший дом».
Однако Зиновьева и Карнеева очаровывает дочь лесничего Ольга Скворцова — романтичная «девушка в красном». Между Зиновьевым и Ольгой завязывается разговор на грани флирта. Урбенин впадает в отчаяние, не может скрыть ревности. Зиновьев и Карнеев за глаза посмеиваются над экзальтацией девушки и влюблённостью старика. Так завязывается основная линия повести.
Вернувшись в графский дом, Зиновьев напивается и провоцирует ссору с крайне антипатичным ему «шляхтичем» Пшехоцким. Дело едва не доходит до рукоприкладства, но вновь появляется Урбенин и жалуется на жизнь. Зиновьев и Карнеев решают устроить большую пьянку и вызывают из города цыганский хор. Разгульная вечеринка продолжается два дня. Впоследствии выясняется, что в пьяном угаре Зиновьев ударил местного крестьянина Ивана Осипова веслом по голове. Тяжких последствий это не вызвало, но инцидент достаточен для уголовного разбирательства.
Проспавшего сутки Зиновьева будит дома уездный врач Павел Вознесенский по прозвищу Щур, добрый приятель следователя (Зиновьев относится к Щуру с искренней симпатией, совсем иначе, чем к графу). Доктор приглашает Зиновьева на престольный праздник. Выехав с ним вместе, на почте Зиновьев видит Пшехоцкого, который переводит в Санкт-Петербург деньги графа Карнеева. Встречает он и Надежду Калинину — дочь мирового судьи, с которой у него прежде завязались отношения и ожидалась женитьба. Случайная глуповатая фраза её недалёкого отца побудила Зиновьева порвать отношения, публично оскорбив искреннее чувство девушки. Этот эгоистичный каприз, порождённый болезненным самолюбием, вызывает негодование Вознесенского. Доктор готов принести в жертву собственную любовь к Наде ради её счастья с Зиновьевым.
На обратном пути Зиновьев сталкивается с Ольгой и узнаёт, что она выходит замуж за Урбенина. При всём своём цинизме Зиновьев шокирован: очевидно, что со стороны Ольги это брак по расчёту. Казалось, такие поступки несвойственны юной наивной «девушке в красном». Но она явно стремится любой ценой вырваться из бедности и безвестности. Зиновьев предупреждает Ольгу о своём предчувствии беды. О предстоящей свадьбе радостно рассказывает осчастливленный Урбенин. Происходящее противно Зиновьеву, перед которым встаёт картина Пукирева. Он резко обрывает излияния Урбенина.

### Развитие
Граф устраивает своему управляющему помпезную свадьбу. Приглашён весь уездный бомонд. Зиновьев выступает шафером. Ольга уже поняла ошибку и не скрывает печали. После поцелуя с Урбениным (по требованию графа) невеста прилюдно убегает из-за стола. Урбенин оказывается в крайне неловком положении. Желая ему помочь, Зиновьев выходит в сад за Ольгой. Между ними происходит объяснение и устанавливается любовная связь, единственным очевидцем которой оказывается Пшехоцкий. Зиновьев убеждает Ольгу немедленно уехать с ним и жить вместе, порвав прежние отношения с уездным обществом. Ольга, однако, отказывается, хотя заверяет Сергея в своей любви и соглашается на внебрачные контакты. После чего она хладнокровно возвращается к мужу и гостям.
Зиновьев требует от Карнеева выгнать Пшехоцкого из усадьбы. Но уступчивый граф, всегда готовый на всё ради «друга Серёжи», вдруг отказывает в такой простой просьбе. Зиновьев взбудоражен ситуацией с Ольгой, озлоблен шпионством Пшехоцкого и неожиданным упорством Карнеева. В этом состоянии к нему подходит Надя Калинина, просит объясниться, спрашивает, может ли она надеяться. Зиновьев довольно грубо отказывается с ней говорить, о чём впоследствии сожалеет. Он объявляет графу о разрыве отношений, возвращается домой и — на радость Поликарпу — погружается в дела.
К Зиновьеву приезжает Ольга, между ними продолжается любовная связь. Приезжает и граф. Зиновьев, скучающий по усадебному разврату с Ольгой, принимает его извинения за Пшехоцкого (о случившемся Карнеев не знает). Граф начинает ухаживать за Ольгой и за Надей — практически одновременно, не имея никаких серьёзных намерений. Зиновьев удивлён поведением обеих девушек, принимающих карнеевское расположение. Приезжая в графский «бедлам», он узнаёт, что семейная жизнь Урбенина с Ольгой не складывается: жена непрестанно попрекает мужа нехваткой денег, устраивает сцены, третирует его детей. Урбенин находит утешение в алкоголе.
Поздно вечером Зиновьев сидит с Карнеевым в графском доме. Неожиданно вбегает Ольга — в непотребном виде, плачущая, растрёпанная. Она сбивчиво рассказывает, что Урбенин обнаружил у неё любовную записку графа и побил за это. Зиновьев не верит в побои — такое поведение не вяжется с личностью Урбенина. Он оказывается прав — муж только схватил жену с руку и крепко сдавил («А вы хотели, чтобы ему понравилось? Чтобы он расхохотался?»). Но Ольга намеренно преувеличивает якобы «жестокость» мужа. Граф, к омерзению Зиновьева, устраивает «пьяное словоизвержение в четырёх стенах», грозится дуэлью и пощёчиной Урбенину. Довольно откровенно Карнеев обещает Ольге комфортную жизнь в своём доме. Ольга даёт понять Сергею, что решила остаться с графом. Зиновьев уезжает, мечтая уничтожить «этого пропитанного спиртом мерзкого жука» и «эту развратную дрянь».
Больше Зиновьев не вспоминает об Ольге и не приезжает в усадьбу. Он узнаёт, что Урбенин потерял место, уехал в город, спился, живёт в нищете, ему нечем кормить детей. В разговоре с приехавшим графом Зиновьев защищает Урбенина как обманутого порядочного человека. В ответ Карнеев повторяет отвратительную клевету Ольги на брошенного мужа (якобы Урбенин — человек, известный безукоризненной честностью — расхищал усадебное имущество). В то же время граф уже недоволен Ольгой — она слишком амбициозна и истерична. Теперь он желает «чего-нибудь тихого, постоянного, скромного, вроде Наденьки Калининой… чудная девушка!»

### Кульминация
Уездный бомонд во главе с графом устраивает выезд на охоту. Приглашён и Зиновьев. По дороге в коляске он видит Ольгу и разговаривает с Надей. Ольга обрела манеры надменной аристократки, но явно предчувствует скорый конец — разрыв с графом, публичный позор, возвращение в бедность. Она откровенно озлоблена, не желает ни с кем говорить, отсылает Зиновьева к «добродетельной Наденьке». Зиновьев, со своей стороны, бросает Ольге в лицо: «Ты хуже и подлее всех, развратная и продажная».
С Надей разговор складывается иначе: Зиновьев чувствует перед ней вину, фактически извиняется, но всячески отговаривает от сближения с «этим пигмеем» — Карнеевым: «Его ухаживанья не делают чести порядочной женщине». Но Надежда непреклонна: она решила выйти замуж за графа. Не потому что любит Карнеева, а потому что «страшно быть на свете лишней мебелью». Надя намерена исправить графа, приучить его работать, стать матерью его детей, заняться широкой благотворительностью. По словам Нади, её судьба решается в этот вечер: после пикника граф должен ответить о своих «серьёзных намерениях». Зиновьев, зная своего приятеля, огорчён иллюзиями девушки и твёрдо решает спасти её от предстоящего страшного разочарования.
На привале происходит грандиозный скандал: неожиданно приезжают Пшехоцкий и его младшая сестра Созя. Выясняется, что Созя — жена графа Карнеева. Калинин падает в обморок, Надя не может подняться с места, чтобы ему помочь. Часть гостей торопится уехать. Уходит и раздражённый Зиновьев — через лес, не разбирая дороги.
Зиновьев пешком пробирается домой. Этот путь не описан в рукописи — тщательно зачёркнуты сотни строк, изредка редактор находит обрывистые слова и рисунки зловещего содержания.
Ночью в окно к Зиновьеву стучится Вознесенский. Сначала Зиновьев грубо выгоняет его, но устыдившись, приглашает войти. Доктор рассказывает, что Надя пыталась покончить с собой и уговаривает Зиновьева жениться на ней. Одновременно Зиновьеву приносят записку от Карнеева — граф в истерике сообщает об убийстве Ольги. Зиновьев и Вознесенский тотчас едут в усадьбу — первый как следователь, второй как врач.
Ольга смертельно ранена кинжалом в грудь и палкой в голову. Но она ещё жива и временами приходит в сознание. Зиновьев — единственный пока в усадьбе представитель правоохранительных органов — по должности обязан попытаться узнать обстоятельства убийства. Первоочередная задача — успеть получить показания Ольги, которая вот-вот умрёт.
Но редактор отмечает странности зиновьевского поведения. Следователь часами расхаживает по дому, возмущается «бедламом», раздаёт оплеухи слугам, договаривается об отправке цыганского хора из усадьбы в город, беседует то с врачами, то с графом. Замечает он и Пшехоцкого, который что-то назидательно втолковывает Созе по-польски. Граф наконец объясняет следователю: когда он после пьяной женитьбы пытался тайно бежать, Пшехоцкий его выследил, увязался и с тех пор вымогает деньги.
Следственные действия Зиновьева совершенно бессмысленны: допрашивает цыган, заведомо непричастных к делу и не знакомых с обстоятельствами, проводит обыск у Сычихи. Когда же наконец он приходит к умирающей Ольге, то вместо прямого быстрого вопроса: кто убийца? — сам долго описывает ей события рокового дня и обещает суровую кару преступнику. («Всё это наивно только на первый взгляд», — отмечает редактор.) Ольга многозначительно улыбается и умирает, не назвав никакого имени. Редактор обращает внимание, что Зиновьев, по любому поводу описывающий свои душевные переживания, практически не реагирует на смерть «девушки в красном».

### Последствия
В графском доме находится Урбенин — именно от него, внезапно появившегося из леса, компания графа узнала о смерти Ольги. Руки Урбенина были при этом в крови. Зиновьев допрашивает его и берёт под стражу. Урбенин шокирован следовательским подозрением. Из его показаний следует, что он приехал в усадьбу взглянуть на жену и «обольстителю-графу швырнуть в харю деньги» — Карнеев в очередной раз оскорбил своего бывшего управляющего, прислав ему сто рублей в качестве милостыни. Ольгу он увидел уже раненой на траве, пытался ей помочь, из-за соприкосновения руки обагрились кровью.
Зиновьеву известны добропорядочность и законопослушность этого человека: «Урбенины не убивают людей». Но он якобы учитывает улики (объективно весьма сомнительные), а также факторы ревности, аффекта и опьянения. Урбенин взят под стражу и помещён в сельский арестантский дом. Для руководства расследованием из города приезжает товарищ (заместитель) прокурора Полуградов. Он предъявляет Зиновьеву много обоснованных претензий по ведению следствия, но в принципе уверен в том, что убийца — Урбенин и считает преступление раскрытым.
Усадебные слуги во главе со старшим лакеем Ильёй приволакивают к Зиновьеву упирающегося Кузьму. Объездчик Трифон застал его смывающим с поддёвки следы крови. Слуги не верят в виновность Урбенина и подозревают Кузьму. Урбенин тоже обвиняет «графа или наёмника». Из показаний Кузьмы следует, что он лежал мертвецки пьяным, когда некий барин вытер руки о его поддёвку и обругал его сволочью. Вскоре Кузьма говорит, что вспомнил лицо барина. Но он просит, чтобы его выслушал отсутствующий в этот день Полуградов, а Зиновьеву сказать отказывается: «Вы разгневаетесь, засудите».
Зиновьев возвращает Кузьму в соседнюю с Урбениным камеру. Урбенину он в поощрение за хорошее поведение разрешает ночью гулять по коридору. Наутро Кузьму находят задушенным. Зиновьев обвиняет Урбенина во втором убийстве. Урбенин пытается рассказать, как слышал ночью шаги и звуки борьбы, но Зиновьев не желает его слушать.
Из-за регулярных чрезвычайных происшествий — от побоев крестьянина Осипова до убийства в арестантской — начальство отстраняет Зиновьева от дела и отправляет в отставку. Следствие заканчивает Полуградов, он же становится жёстким обвинителем на суде. Зиновьев выступает в качестве свидетеля. Суд присяжных признаёт Урбенина виновным и приговаривает к 15 годам каторги.
Рукопись завершается размышлениями через восемь лет. Зиновьев, постаревший и ослабевший во всех смыслах, рассуждает о зле, грехе и бессмысленно прошедшей жизни. Граф Карнеев окончательно спился и разорился, живёт у Зиновьева на подачках. Усадьбу отобрали у графа брат и сестра Пшехоцкие. Из текста можно сделать вывод, что Павел Вознесенский и Надежда Калинина всё же соединились, хотя прямо об этом не сказано. Только их двоих автор повести считает достойными людьми, только к ним испытывает симпатию. Прошлое осталось для него отталкивающим, но временами пробуждает ностальгию.

### Завершение
Через три месяца после первого визита Камышев вновь приходит в редакцию. Редактор к тому времени убеждён, что убийцей является не Урбенин, а автор рукописи. Он прямо заявляет это Камышеву. Основательные доводы редактора вынуждают Камышева признать: он действительно убил Ольгу и Кузьму.
Камышев рассказывает подробности убийства Ольги. Уходя с пикника, он встретил её в лесу, услышал циничные мечты о браке с графом, пришёл в ярость и расправился с продажной изменницей. Кузьму он устранил как опасного свидетеля — понял, что мужик узнал его и расскажет об этом Полуградову. Оба преступления легко удалось приписать Урбенину. Случай с Ольгой выглядел типичным убийством из супружеской ревности. В истории с Кузьмой удался служебный манёвр — разрешив Урбенину прогулки по коридору, следователь сосредоточил на нём подозрение.
Повесть написана Камышевым отнюдь не ради гонорара. Убийце трудно было носить в себе страшную тайну, он стремился просто выговориться хотя бы в такой форме.
Судьба Урбенина неясна — есть сведения, что он умер на этапе, но возможно, ещё отбывает срок по несправедливому приговору. Редактор считает, что Камышев обязан идти с повинной. Но Камышев не собирается этого делать. Его высказывания проникнуты жестокостью и цинизмом. Редактор говорит об отвращении к негодяю, свалившему свои убийства на невинного человека. Камышев признаётся, что отвратителен сам себе. Под конец он говорит, что заставит разорённого графа Карнеева принять милостыню от сына Урбенина: «Пусть хоть один будет наказан». На этом Камышев откланивается.

## Оценки
Суждения критиков и исследователей творчества А. П. Чехова были неоднозначны: А. А. Измайлов, несмотря на публикацию повести в невысокой по художественному уровню газете, считал её серьёзным, хотя и неровным, литературным произведением. Ю. В. Соболев предположил, что «Драма на охоте» является пародией на распространённые в то время уголовные романы. Аналогичного мнения придерживались И. С. Ежова и Е. М. Шуб, указавшие на засилие бульварных уголовных романов на страницах «Новостей дня», где печаталось произведение Чехова. А. Б. Дерман считал повесть мелодрамой с «чрезвычайно безвкусными страницами». Л. И. Вуколов предполагает развитие из первоначально пародийного замысла и «газетного романа» в полноценное литературное произведение.
По мнению английского критика и литературоведа Джулиана Симонса, повесть является не просто блестящим образцом детективного жанра, но и новаторским произведением, ибо повествование ведется от лица преступника. Агата Кристи применила этот же прием в романе «Убийство Роджера Экройда» в 1926 году, то есть гораздо позже Чехова (перевод чеховской повести уже был опубликован и мог быть известен Кристи, отмечает Симонс).

## Экранизации
- 1918 — «Драма на охоте» (Россия). Режиссёр и сценарист Чеслав Сабинский, оператор Луи Форестье, продюсер Иосиф Ермольев, в ролях Пётр Бакшеев, Наталья Белёвцева, Николай Панов, Арсений Бибиков и др.[8]
- 1944 — «Летняя буря» (США). Режиссёр Дуглас Сирк. В ролях: Джордж Сандерс, Линда Дарнелл, Эдвард Эверетт Хортон, Гуго Гаас
- 1968 — «Драма на охоте» / Tragödie auf der Jagd. Режиссёр Герхард Клингенберг[нем.].
- 1970 — «Драма на охоте» (СССР), 2 серии. Режиссёр Борис Ниренбург, оператор Борис Кипарисов, в ролях Наталия Дрожжина, Юрий Яковлев, Александр Кайдановский, Владимир Самойлов и др.
- 1973 — «Оленька» / Olenka (Италия). Режиссёр Alessandro Brissoni[9][10]
- 1978 — «Мой ласковый и нежный зверь» (СССР), Режиссёр Эмиль Лотяну.
- 1986 — «Драма на охоте» (венг. Dráma a vadászaton) (Венгрия). Режиссёр и сценарист Карой Эстергайош (венг. Károly Esztergályos), в главных ролях Адель Ковач (венг. Adél Kováts), Тамаш Пушкаш (венг. Tamás Puskás), Ласло Гальффи (венг. Gálffi László), Адам Сиртеш (венг. Ádám Szirtes), Агнеш Катона (венг. Ágnes T. Katona)[11].